# هيرمان بيرنشتاينر
هيرمان بيرنشتاينر (بالألمانية: Hermann Pernsteiner)‏ (و. 1990  م) هو راكب دراجة هوائية نمساوي، شارك في طواف إسبانيا.

## سجل الفوز

### سباقات أو مراحل فاز بها
| التاريخ        | السباق                    | المركز                                          |
| -------------- | ------------------------- | ----------------------------------------------- |
| 09 يوليو 2016  | طواف النمسا 2016          | السادس في التصنيف العام                         |
| 12 مارس 2017   | إستريان سبرينغ تروفي 2017 | العاشر في التصنيف العام                         |
| 05 يوليو 2017  | 2017 Tour d'Azerbaïdjan   | الفائز في التصنيف العام                         |
| 07 أبريل 2018  | طواف إقليم الباسك 2018    | المرتبة 23 في التصنيف العام                     |
| 27 مايو 2018   | طواف اليابان 2018         | الثاني في التصنيف العام، السادس في تصنيف الجبال |
| 03 يونيو 2018  | غران بريمو دي لوغانو 2018 | الفائز في التصنيف العام                         |
| 14 يوليو 2018  | طواف النمسا 2018          | العاشر في تصنيف النقاط، الثاني في التصنيف العام |
| 15 سبتمبر 2019 | طواف إسبانيا 2019         | المرتبة 15 في التصنيف العام                     |
| 26 يناير 2020  | داون أندر 2020            | العاشر في التصنيف العام                         |
| 25 أكتوبر 2020 | طواف إيطاليا 2020         | العاشر في التصنيف العام                         |
| 16 أكتوبر 2022 | كأس اليابان للدراجات 2022 | الرابع في التصنيف العام                         |

## روابط خارجية
- هيرمان بيرنشتاينر على موقع الاتحاد الدولي للدراجات (الإنجليزية)
- هيرمان بيرنشتاينر على موقع أرشيف الدراجات (الإنجليزية)
- هيرمان بيرنشتاينر على موقع إحصائيات الدراجات الإحترافية (الإنجليزية)
- هيرمان بيرنشتاينر على موقع نسبة الدراجات (الإنجليزية)
- هيرمان بيرنشتاينر على موقع CycleBase (الإنجليزية)
- هيرمان بيرنشتاينر على موقع أوليمبيديا (الإنجليزية)